# IMAGE or REAL
『IMAGE or REAL』（イメージ・オア・リアル）は日本のロックバンドLUNA SEAのライブビデオ。1992年に発表。

## 概要
- メジャーデビュー前の1992年に開催されたライブツアー「DEAR SLAVES TOUR」における、3月20日に渋谷公会堂で行われたライブを収録[1]。
- 「SUSPICIOUS」はデモテープ「SHADE」に収録されている曲であり、CD化はされていない。

## 収録曲
1. CALL FOR LOVE
2. FATE
3. MECHANICAL DANCE
4. SUSPICIOUS
5. SEARCH FOR REASON
6. SANDY TIME
7. Drum Solo [DE PROFUNDIS (OUT OF THE DEPTHS OF SORROW)]
8. IMITATION
9. TIME IS DEAD
10. BLUE TRANSPARENCY 限りなく透明に近いブルー
11. CHESS
12. Dejavu
13. MOON